# Механик-водитель

Старший механик-водитель основного танка Т-26 А. П. Телешев, 1938 год.

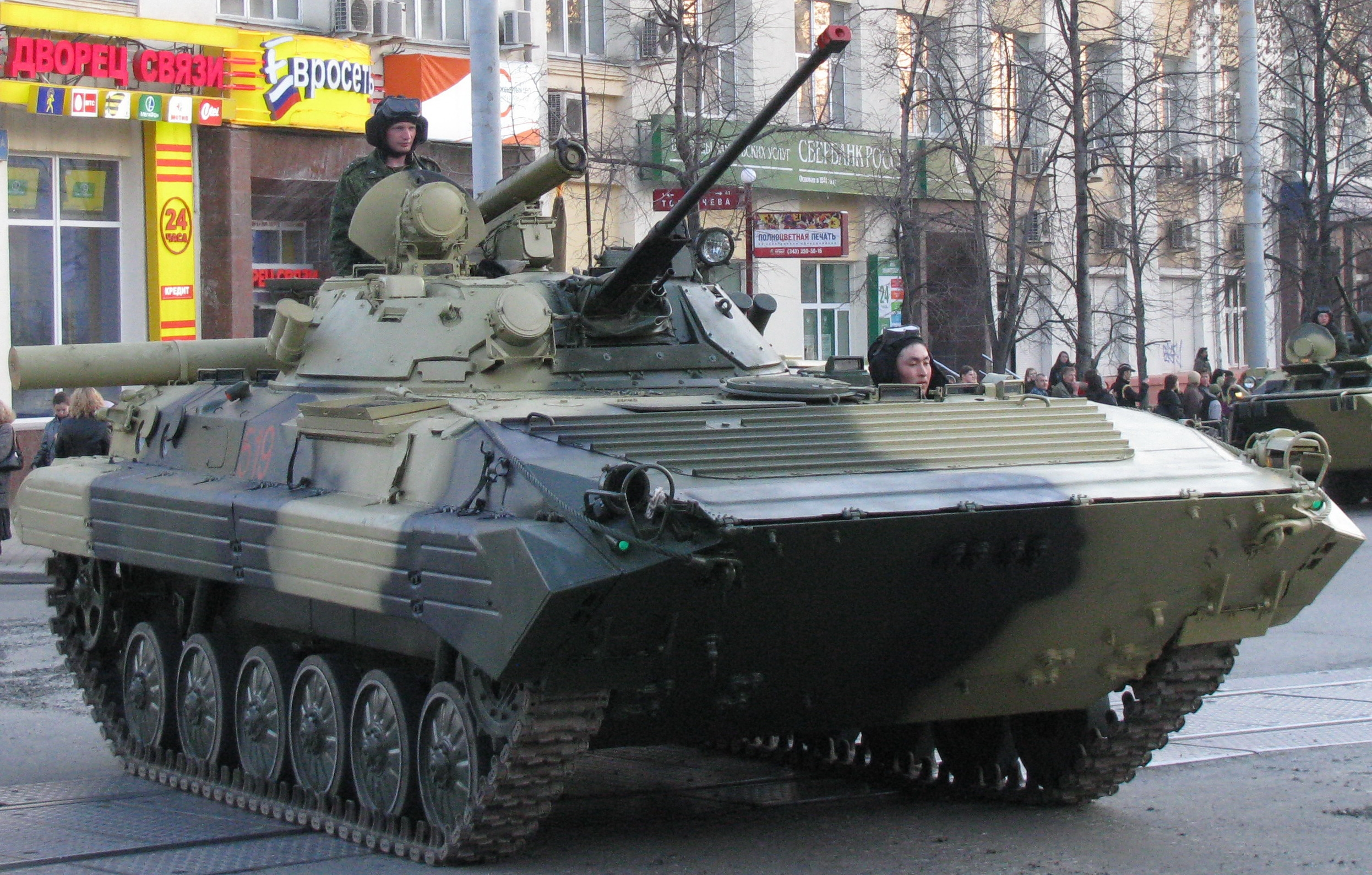
Механик-водитель в люке БМП-2.

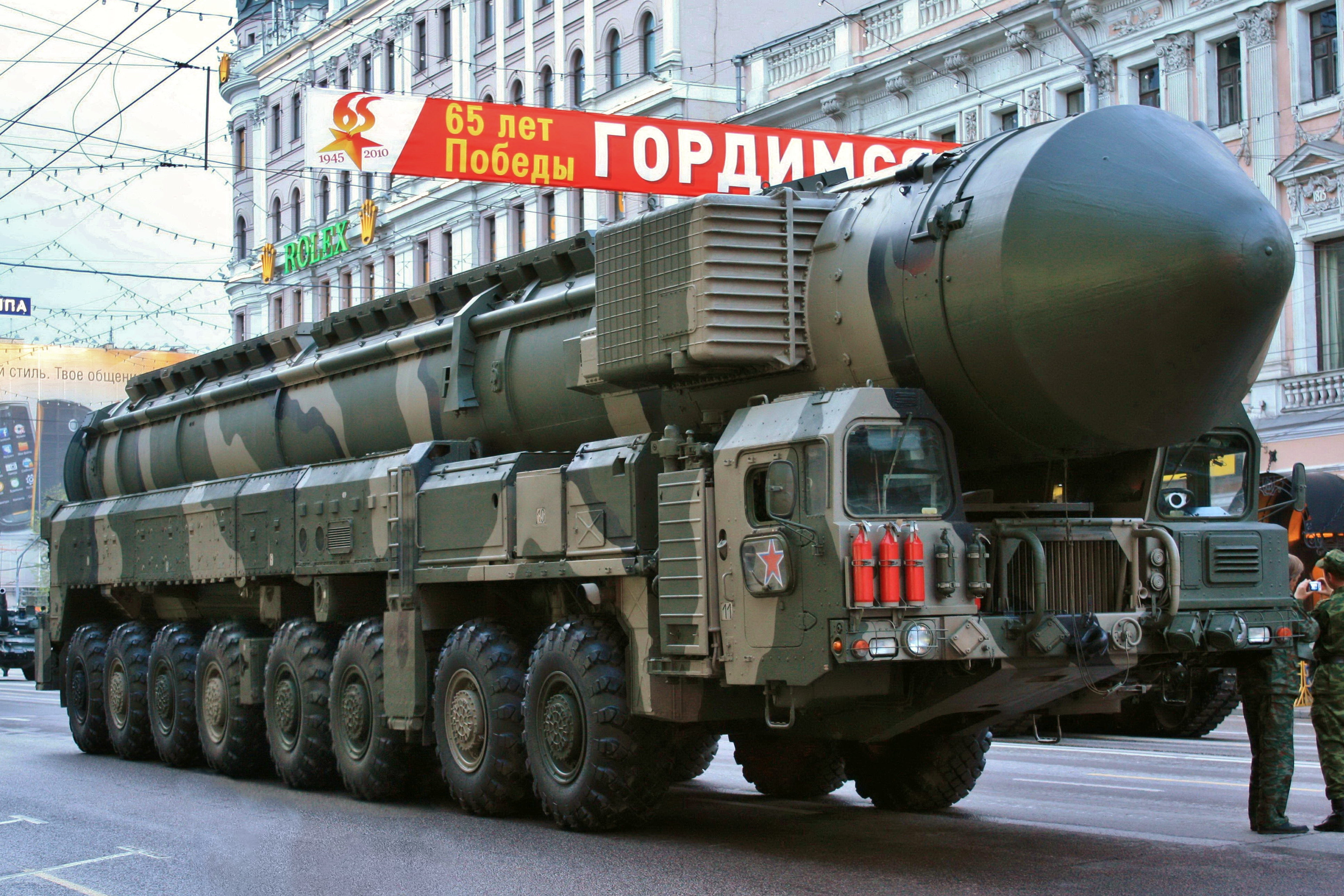
Механик-водитель (справа) в кабине ПУ комплекса Тополь-М с МБР Ярс

Меха́ник-води́тель, води́тель-меха́ник — лицо, профессионально занимающееся управлением, обслуживанием и ремонтом управляемой им специализированной колёсной и гусеничной техники повышенной проходимости [*].

## Разновидности
Механиков-водителей, в зависимости от управляемой техники (боевая машина) различают:
- Водитель-электромеханик;
- Механик-водитель боевой машины десанта;
- Механик-водитель боевой машины пехоты;
- Механик-водитель танка;
- Механик-водитель боевой разведывательно-дозорной машины;
- Механик-водитель транспортного средства ЗРК (зенитно-ракетного комплекса);
- Механик-водитель ТММ (тяжелого механизированного моста);
- Механик-водитель колёсных бронетранспортёров;
- Механик-водитель многоосных дизельных автомобилей (МАЗ, МЗКТ, БАЗ, КЗКТ);
- Водитель-механик снегоболотоходов, вездеходов, машин-амфибии, таких как: ГТ-СМ (ГАЗ-71), ГТ-Т, МТ-ЛБ, ДТ-10, ДТ-30[3].
- и так далее.

## Профессиональные обязанности

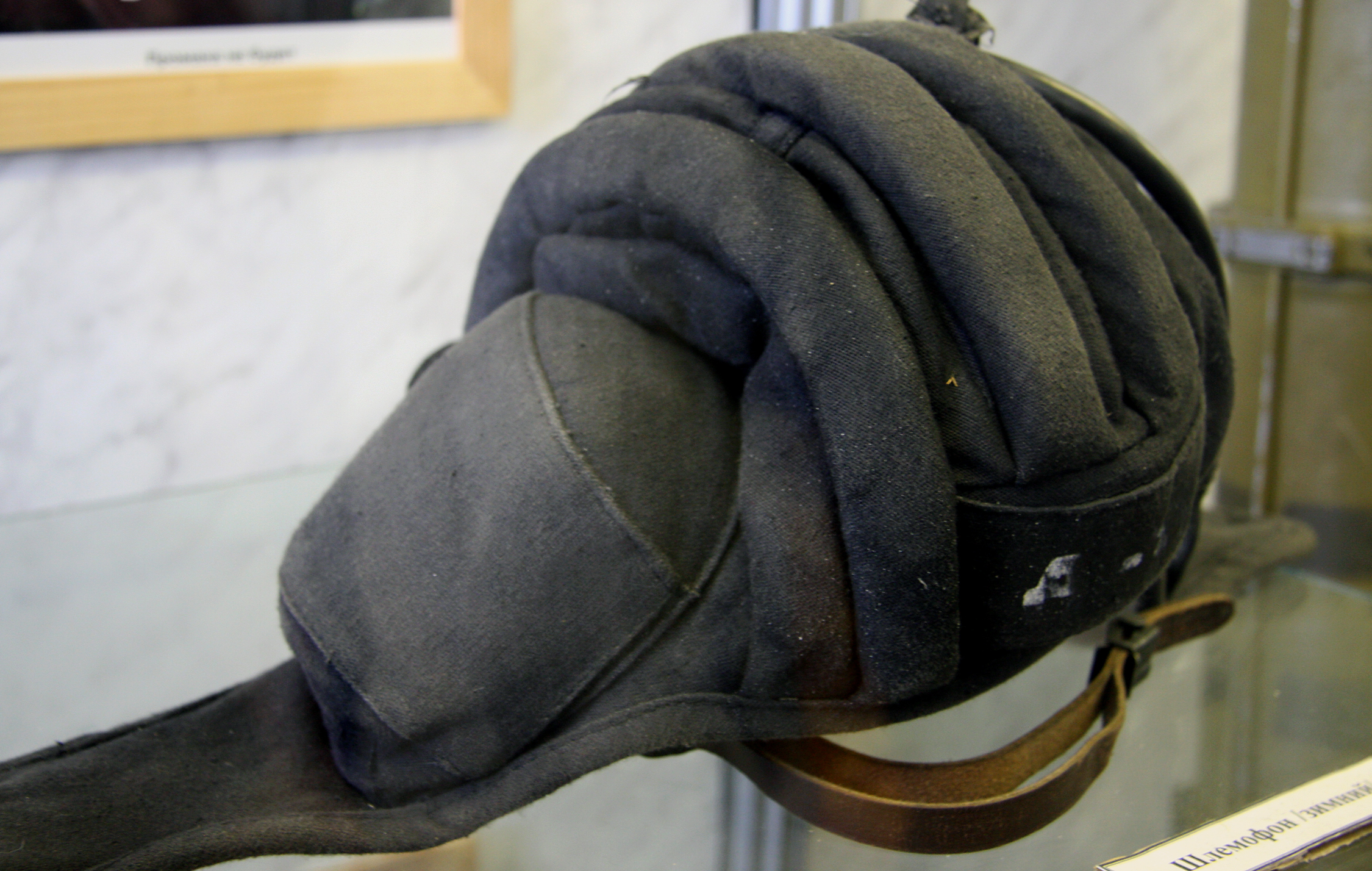
Один из обязательных атрибутов механика-водителя военнослужащего — шлемофон «ШЛ010».

Механик-водитель должен знать устройство, правила эксплуатации и технического обслуживания специального и транспортного средства, установленные правила движения и сигналы. Управляет транспортным средством, проводит техническое обслуживание, ремонт и регулировку двигателя, вспомогательного и специального оборудования. Умеет пользоваться специальным оборудованием транспортного средства. То есть, он должен уметь и проводить самостоятельное обслуживание и ремонт управляемой им техники в условиях бездорожья и невозможности добраться за технической помощью в ремонтные организации. 
Механиков-водителей подготавливают, чаще всего, путём дополнительного образования лиц прошедших обучение и получивших удостоверения трактористов (трактористов-машинистов), с выдачей после окончания обучения и сдачи экзаменов удостоверения механика-водителя.

## Классность
В Вооружённых Силах СССР, а позднее и России существует классность по данной специальности:
- Механик-водитель третьего класса (Механик-водитель 3-го класса);
- Механик-водитель второго класса (Механик-водитель 2-го класса);
- Механик-водитель первого класса (Механик-водитель 1-го класса);
- Механик-водитель мастер;